# Гусейнов, Абдусалам Абдулкеримович
Абдусала́м Абдулкери́мович Гусе́йнов (род. 8 марта 1939, Алкадар, Касумкентский район, Дагестанская АССР, РСФСР, СССР) — советский и российский учёный-философ

, специалист по этике. Академик РАН (2003, чл.-корр. c 1997), доктор философских наук (1977), профессор МГУ имени М. В. Ломоносова (1982), заведующий кафедрой этики МГУ (с 1996 года). С 2006 по 2015 год — директор Института философии РАН. Почётный профессор Новгородского государственного университета им. Ярослава Мудрого (2001).

## Биография
По национальности лезгин. Родился в ауле Алкадар Касумкентского (ныне Сулейман-Стальского района) Дагестанской АССР. Отец Гусейнов Абдулкерим (1884—1979) — происходил из духовного сословия и был учителем начальных классов, его родословная известна в пяти поколениях; двоюродным дедом Абдусалама был известный учёный Гасан Алкадари; мать — Рабият (1900—1997) — из селения Ичин той же округи, происходила из семьи зажиточных крестьян, была домохозяйкой.
С 1946 по 1956 год учился в десятилетней средней общеобразовательной школе в Избербаше. В 1956 году поступил на философский факультет МГУ им. М. В. Ломоносова, который окончил в 1961 году с квалификацией «Преподаватель философии и основ марксизма-ленинизма». Обучался у профессоров В. Ф. Асмуса, Т. И. Ойзермана (история философии), Д. И. Чеснокова (исторический материализм).
В 1961—1964 годах учился в аспирантуре философского факультета МГУ по кафедре этики, кандидат философских наук (1964), с 1965 по 1970 год — преподаватель кафедры философии гуманитарных факультетов, преподавал на факультете журналистики диалектический и исторический материализм. В 1964 году вступил в КПСС.
Осенью 1970 года — летом 1971 года прошёл 10-месячную научную стажировку в Берлинском университете имени Гумбольдта. В 1970—1987 годах — преподаватель кафедры этики философского факультета МГУ.
С 1987 года работает в Институте философии РАН (до 1991 года — АН СССР): заведующий сектором (лабораторией) этики (1987—1994), заведующий отделом социальной философии и философской антропологии (1991—1994), в 1994—2005 годах — заместитель директора института. В 2006 году был избран директором. В декабре 2015 года покинул этот пост, но в 2021 году вновь его занял (как исполняющий обязанности).
С 1996 года по настоящее время — заведующий кафедрой (по совместительству) этики философского факультета МГУ (сменил на этой должности Ю. М. Смоленцева).
В качестве приглашённого профессора читал курсы лекций в Берлинском университете имени Гумбольдта, Карловом (Прага), Новгородском, Латвийском и ряде других европейских университетов.

## Научная  деятельность
В 1964 году в МГУ имени М. В. Ломоносова под научным руководством доктора философских наук, профессора А. Г. Спиркина защитил диссертацию на соискание учёной степени кандидата философских наук по теме «Условия происхождения нравственности», а в 1977 году там же диссертацию на соискание учёной степени доктора философских наук по теме «Социальная природа нравственности». В 1970 года присвоено учёное звание доцента по кафедре философии, c 1982 года — профессор по кафедре этики. Читал общие курсы философии, этики, а также специальные курсы «Западно-европейская этика», «Античная этика», «Этика Аристотеля», «Свобода воли и ответственность», «Этика Канта», «Великие моралисты». Библиография трудов А. А. Гусейнова включает более 200 названий, в том числе 11 монографий, ряд учебников.
Основной вывод, полученный в кандидатской диссертации — идея стадиального происхождения нравственности в процессе обособления индивида от первичной общины в качестве личности.
В книге «Золотое правило нравственности» (1979; 3-е изд. 1988; переведена на болгарский, испанский, немецкий, словацкий языки), показана негативно-преемственная (дающая новое качество) связь золотого правила с талионом; книга явилась первым советским исследованием золотого правила, привлекла общественное внимание к этому важнейшему общечеловеческому нравственному феномену.
В работах «Введение в этику» (1985) и «Краткая история этики» (1987, в соавт. с Г. Иррлитцем; переведена на китайский, сербский языки) предложена оригинальная схема систематизации западноевропейской этики, рассматривающая её античный этап как учение о добродетелях, средневековый этап — учение о благах, этику Нового времени — синтез того и другого.
Труд «Великие моралисты» (1995) обобщил начатые А. А. Гусейновым в 1988 году исследования в области этики ненасилия, показал принципиальную невозможность обоснования насилия с помощью моральных аргументов. Учёный разрабатывает этическую теорию, исходящую из того, что специфика морали связана с модальностью сослагательного наклонения, моральные мотивы образуют особый (вторичный, сверхмотивационный) уровень субъективной детерминации поступков, безусловность морали приобретает практическую действенность в форме запретов. В работе «Античная этика» (2003) становление этики как самостоятельной философской науки увязано с выявлением морального пафоса становления и развития философии в целом.
А. А. Гусейнов — инициатор и ответственный редактор ежегодника «Этическая мысль», «Библиотеки этической мысли», изданий трудов И. Канта, М. Оссовской, А. Швейцера, А. Шопенгауэра. Ведёт публицистическую и научно-популярную работу, соответствующие материалы собраны в сборниках статей «Язык и совесть» (1996), «Философия, мораль, политика» (2002). Является членом Президиума Российского философского общества, редколлегий журналов «Вестник Российской академии наук» (с 2018), «Вопросы философии», «Философские науки» и «Человек», ряда научных советов, член экспертной комиссии РСОШ по комплексам предметов «Гуманитарные и социальные науки».

## Награды и звания
- Награждён дипломом ЮНЕСКО (1996) с вручением медали Махатмы Ганди «за выдающийся вклад в развитие толерантности и ненасилия».
- Лауреат Государственной премии Российской Федерации в области науки и техники (2003).
- Почётный доктор СПбГУП (2008).
- Почётный профессор Новгородского государственного университета им. Ярослава Мудрого (2001).
- Орден Почёта Республики Дагестан III степени (2024)[9].

## Основные работы
Абдусалам Абдулкеримович Гусейнов Архивная копия от 12 января 2016 на Wayback Machine. Библиография трудов
Гусейнов Абдусалам Абдулкеримович. Научные публикации. Доклады на международных конференциях.
Книги
- Истоки нравственности. М., 1970;
- Социальная природа нравственности. М., 1974;
- Золотое правило нравственности. М., 1979 (2-е изд. 1982, 3-е изд. 1988);
- Этика Аристотеля. М., 1984;
- Краткая история этики. (В соавт. с Г. Иррлитцем). М., 1987;
- Этика. М., 1998 (совм. с Р. Г. Апресяном);
- Античная этика. М., 2003.

Статьи
- Проблема происхождения нравственности (на материале развития института кровной мести) // Философские науки. 1964. № 3;
- Золотое правило нравственности // Вестник Московского университета. Сер. Философия. 1972. № 4;
- Начальный этап античной этики // Вестник Московского университета. 1973. № 4;
- Проблема специфики нравственности в этике Аристотеля // Социальная сущность и функции нравственности. М., 1975;
- Отношение к природе как нравственная проблема // Философские науки. 1975. № 5;
- Структура нравственного поступка // Структура морали и личность. М., 1977;
- Sittliches Verhalten der i personlichkeit: Absicht, Motiv, Bewertung // Deutsche Zeitschrift f. Philosophic. 1978. № 5;
- Soziale Grundlagen der Moral. Abdusalam Abdulkerimovič Gusejnov; Aleksandr Ivanovič Titarenko; Werner Tschannerl. Berlin, Deutscher Verlag der Wissenschaften, 1979. (Series: Weltanschauung heute, 30).
- Моральность личности: характер детерминации // Моральный выбор. М., 1980;
- Предмет этики / / Марксистская этика (Учебное пособие). 2-е изд. М., 1980;
- Streit mit sich selbst. Abdusalam A Gusejnov. Berlin, Verlag Neues Leben, 1981. (Series: Nl konkret, 48).
- Долг и склонности. (Анализ противоречивости моральной мотивации в домарксистской этике) // Вопросы философии. 1981. № 10;
- Этика и мораль // Философские науки. 1984. № 5;
- Введение в этику. М., 1985; Мораль // Общественное сознание и его формы. М., 1986;
- Этика Демокрита // Вестник Московского университета. Сер. философия. 1986. № 2;
- Гусейнов А. А. Этика, мораль, воспитание // Вопросы научного атеизма. Вып. 35. Атеизм и проблемы нравственности / Редкол. В. И. Гараджа (отв. ред.) и др.; Акад. обществ. наук ЦК КПСС. Ин-т научного атеизма. — М.: Мысль, 1986. — С. 34—51. — 304 с. — 20 380 экз.
- Die neue Stellung der Wissenschart: ethische Aspckte // Zeitschrift f. Wissenschaftsforschung. Graz, 1989;
- Soviet ethics and new thinking //In the interest of peace. A spectrum of philosophical views. N. Hampshire. 1990;
- Мораль и насилие // Вопросы философии. 1990. № 5;
- Двухуровневая структура ценностей в стоической этике // Этика стоицизма: традиции и современность. М., 1991;
- Zur Geschichte und aktuellen Situation der Ethik in der Sowjetunion, Abdusalam Gusejnov // Studies in Soviet Thought. Vol. 42, No. 3, On the Present State of Philosophy in Central and Eastern Europe (Nov., 1991), pp. 195–206
- Этика ненасилия // Вопросы философии. 1992. № 3;
- Благоговение пред жизнью: Евангелие от Швейцера. (Послесловие) // Швейцер А. Благоговение перед жизнью. М., 1992;
- Понятия насилия и ненасилия // Вопросы философии. 1994. № 6;
- Учение Л. Н. Толстого о непротивлении злу насилием // Свободная мысль. 1994. № 6;
- Die Idee des Absoluten als Bedingung der Moglichkeit von Moral // Der Mensch und seine Frage nach dem Absoluten. Munchen, 1994.
- Моральная демагогия как форма апологии насилия // Вопросы философии. 1995. № 5.